# 荻野達也 (プロデューサー)
荻野 達也（おぎの たつや）PFH Entertainment代表取締役。

## 来歴
2015年 制作団体ペイフォワードプロジェクト設立。第一回公演の舞台ヨミガエラセ屋の主演に新人の松本穂香や馬場ふみかを起用する。現役サッカー日本代表槙野智章が友情出演。
2018年4月にペイフォワードプロジェクトを株式会社化し、会社名を株式会社PFH Entertainmentと改め、代表取締役に就任。その際、従来の制作部の他にマネジメント部を設立する。